# (13220) Kashiwagura
(13220) Kashiwagura (1997 NG3) – planetoida z pasa głównego asteroid okrążająca Słońce w ciągu 5,21 lat w średniej odległości 3 j.a. Odkryta 1 lipca 1997 roku.